# Zeppe & Zikki
Zeppe & Zikki is een Vlaamse animatie- en poppenspelreeks. Zeppe & Zikki zijn ook de centrale figuren van een preventiecampagne van Levenslijn. Zeppe is de behoedzame, relativerende zebra; Zikki de uitdagende, hyperactieve schildpad. De mascottes informeren kinderen over verkeersveiligheid.
Het project kwam in 2008 tot stand in samenwerking met toenmalig Vlaams minister van Mobiliteit Kathleen Van Brempt. De naam Zeppe ontstond al eerder binnen de vzw Zebra, die werkt met Levenslijn en zich bekommert om verkeersslachtoffers. Vanaf 2008 verschenen de figuren in een eigen animatiereeks op de televisiezender VTM Kids. In 2009 maakten Urbanus en Regi de "De Zeppe & Zikki-song" in het kader van de Respect-campagne van Levenslijn. Het nummer haalde dat najaar een tweede plaats in de Ultratop 50 en een eerste plaats in de Vlaamse top 10. Om het gebruik van fluovestjes bij schoolgaande kinderen aan te moedigen lanceerden het BIVV en staatssecretaris voor Mobiliteit Etienne Schouppe eind 2009 een campagne rond Zeppe & Zikki, waarbij voor kinderen fluovestjes werden ontworpen met de strepen van Zeppe of de schubben van Zikki. In oktober 2010 verscheen een luisterboek van Zeppe & Zikki bij Uitgeverij Lannoo.

## Televisiereeks
De animatiereeks Zeppe & Zikki verscheen vanaf 2008 op de zenders VTM en vtmKzoom. De stem van Zeppe wordt ingesproken door Michael Pas; Tania Kloek neemt de stem van Zikki voor haar rekening. De poppen werden gemaakt door Jan Maillard. De eerste 30 afleveringen verschenen op dvd.

### Afleveringen
1. Glad ijs
2. DJ Zikki
3. Keihard
4. Benji Fun
5. Crash Test Dummy
6. De Bompa's
7. Zikki Batman
8. Knock out
9. De grote verdwijntruc
10. Apen apen apen na
11. Gezien
12. Boem!
13. Kaa-Raa-Tee
14. Tour de France
15. Taekwando
16. Skate Ramp
17. Zoem-Zikki
18. Groen!
19. Martial Zikki
20. Mr. Foert
21. Tsjoeke Tsjoeke
22. Plassen
23. Streetdance
24. Zonder Handen
25. Fietsslot
26. Stop de Bal
27. Op Kamp
28. Vampierstraat
29. Hurry hurry!
30. Wegpiraat
31. Zware kost
32. Verkeersagressie
33. Achterom
34. Verliefd
35. Zikkasso
36. Auto weg!
37. Speedy Turtle
38. Te paard
39. Licht
40. Kung Fu Zikki
41. Game Over
42. Auto Fun
43. Team Z
44. Quiz
45. Eén blikje
46. Rood groen
47. Piraten!
48. Fietspad
49. Anders
50. Zirri
51. Achteruit
52. Dring! Dring!
53. Help!
54. Hop! Hop!
55. Koning Zikki
56. Love
57. Mist
58. Onzichtbare fiets
59. Rapperturtle
60. Rolstoel
61. Skeeleren
62. Zikkibus

## Hitnotering
| "De Zeppe & Ziki Song" in de Vlaamse top 10: van 29 augustus 2009 tot en met 9 januari 2010 | "De Zeppe & Ziki Song" in de Vlaamse top 10: van 29 augustus 2009 tot en met 9 januari 2010 | "De Zeppe & Ziki Song" in de Vlaamse top 10: van 29 augustus 2009 tot en met 9 januari 2010 | "De Zeppe & Ziki Song" in de Vlaamse top 10: van 29 augustus 2009 tot en met 9 januari 2010 | "De Zeppe & Ziki Song" in de Vlaamse top 10: van 29 augustus 2009 tot en met 9 januari 2010 | "De Zeppe & Ziki Song" in de Vlaamse top 10: van 29 augustus 2009 tot en met 9 januari 2010 | "De Zeppe & Ziki Song" in de Vlaamse top 10: van 29 augustus 2009 tot en met 9 januari 2010 | "De Zeppe & Ziki Song" in de Vlaamse top 10: van 29 augustus 2009 tot en met 9 januari 2010 | "De Zeppe & Ziki Song" in de Vlaamse top 10: van 29 augustus 2009 tot en met 9 januari 2010 | "De Zeppe & Ziki Song" in de Vlaamse top 10: van 29 augustus 2009 tot en met 9 januari 2010 | "De Zeppe & Ziki Song" in de Vlaamse top 10: van 29 augustus 2009 tot en met 9 januari 2010 | "De Zeppe & Ziki Song" in de Vlaamse top 10: van 29 augustus 2009 tot en met 9 januari 2010 | "De Zeppe & Ziki Song" in de Vlaamse top 10: van 29 augustus 2009 tot en met 9 januari 2010 | "De Zeppe & Ziki Song" in de Vlaamse top 10: van 29 augustus 2009 tot en met 9 januari 2010 | "De Zeppe & Ziki Song" in de Vlaamse top 10: van 29 augustus 2009 tot en met 9 januari 2010 | "De Zeppe & Ziki Song" in de Vlaamse top 10: van 29 augustus 2009 tot en met 9 januari 2010 | "De Zeppe & Ziki Song" in de Vlaamse top 10: van 29 augustus 2009 tot en met 9 januari 2010 | "De Zeppe & Ziki Song" in de Vlaamse top 10: van 29 augustus 2009 tot en met 9 januari 2010 | "De Zeppe & Ziki Song" in de Vlaamse top 10: van 29 augustus 2009 tot en met 9 januari 2010 | "De Zeppe & Ziki Song" in de Vlaamse top 10: van 29 augustus 2009 tot en met 9 januari 2010 | "De Zeppe & Ziki Song" in de Vlaamse top 10: van 29 augustus 2009 tot en met 9 januari 2010 |    |    |    |    |    |    |    |    |    |    |     |
| Week:                                                                                       | 1                                                                                           | 2                                                                                           | 3                                                                                           | 4                                                                                           | 5                                                                                           | 6                                                                                           | 7                                                                                           | 8                                                                                           | 9                                                                                           | 10                                                                                          | 11                                                                                          | 12                                                                                          | 13                                                                                          | 14                                                                                          | 15                                                                                          | 16                                                                                          | 17                                                                                          | 18                                                                                          | 19                                                                                          | 20                                                                                          | 21 | 22 | 23 | 24 | 25 | 26 | 27 | 28 | 29 | 30 |     |
| ------------------------------------------------------------------------------------------- | ------------------------------------------------------------------------------------------- | ------------------------------------------------------------------------------------------- | ------------------------------------------------------------------------------------------- | ------------------------------------------------------------------------------------------- | ------------------------------------------------------------------------------------------- | ------------------------------------------------------------------------------------------- | ------------------------------------------------------------------------------------------- | ------------------------------------------------------------------------------------------- | ------------------------------------------------------------------------------------------- | ------------------------------------------------------------------------------------------- | ------------------------------------------------------------------------------------------- | ------------------------------------------------------------------------------------------- | ------------------------------------------------------------------------------------------- | ------------------------------------------------------------------------------------------- | ------------------------------------------------------------------------------------------- | ------------------------------------------------------------------------------------------- | ------------------------------------------------------------------------------------------- | ------------------------------------------------------------------------------------------- | ------------------------------------------------------------------------------------------- | ------------------------------------------------------------------------------------------- | -- | -- | -- | -- | -- | -- | -- | -- | -- | -- | --- |
| Positie:                                                                                    | 10                                                                                          | 4                                                                                           | 2                                                                                           | 2                                                                                           | 1                                                                                           | 2                                                                                           | 5                                                                                           | 2                                                                                           | 2                                                                                           | 3                                                                                           | 3                                                                                           | 3                                                                                           | 3                                                                                           | 3                                                                                           | 3                                                                                           | 3                                                                                           | 4                                                                                           | 2                                                                                           | 4                                                                                           | 2                                                                                           | 3  | 3  | 4  | 5  | 6  | 7  | 8  | 6  | 8  | 9  | uit |

| "De Zeppe & Ziki Song" in de Vlaamse Ultratop 50: van 5 september 2009 tot en met 9 januari 2010 | "De Zeppe & Ziki Song" in de Vlaamse Ultratop 50: van 5 september 2009 tot en met 9 januari 2010 | "De Zeppe & Ziki Song" in de Vlaamse Ultratop 50: van 5 september 2009 tot en met 9 januari 2010 | "De Zeppe & Ziki Song" in de Vlaamse Ultratop 50: van 5 september 2009 tot en met 9 januari 2010 | "De Zeppe & Ziki Song" in de Vlaamse Ultratop 50: van 5 september 2009 tot en met 9 januari 2010 | "De Zeppe & Ziki Song" in de Vlaamse Ultratop 50: van 5 september 2009 tot en met 9 januari 2010 | "De Zeppe & Ziki Song" in de Vlaamse Ultratop 50: van 5 september 2009 tot en met 9 januari 2010 | "De Zeppe & Ziki Song" in de Vlaamse Ultratop 50: van 5 september 2009 tot en met 9 januari 2010 | "De Zeppe & Ziki Song" in de Vlaamse Ultratop 50: van 5 september 2009 tot en met 9 januari 2010 | "De Zeppe & Ziki Song" in de Vlaamse Ultratop 50: van 5 september 2009 tot en met 9 januari 2010 | "De Zeppe & Ziki Song" in de Vlaamse Ultratop 50: van 5 september 2009 tot en met 9 januari 2010 | "De Zeppe & Ziki Song" in de Vlaamse Ultratop 50: van 5 september 2009 tot en met 9 januari 2010 | "De Zeppe & Ziki Song" in de Vlaamse Ultratop 50: van 5 september 2009 tot en met 9 januari 2010 | "De Zeppe & Ziki Song" in de Vlaamse Ultratop 50: van 5 september 2009 tot en met 9 januari 2010 | "De Zeppe & Ziki Song" in de Vlaamse Ultratop 50: van 5 september 2009 tot en met 9 januari 2010 | "De Zeppe & Ziki Song" in de Vlaamse Ultratop 50: van 5 september 2009 tot en met 9 januari 2010 | "De Zeppe & Ziki Song" in de Vlaamse Ultratop 50: van 5 september 2009 tot en met 9 januari 2010 | "De Zeppe & Ziki Song" in de Vlaamse Ultratop 50: van 5 september 2009 tot en met 9 januari 2010 | "De Zeppe & Ziki Song" in de Vlaamse Ultratop 50: van 5 september 2009 tot en met 9 januari 2010 | "De Zeppe & Ziki Song" in de Vlaamse Ultratop 50: van 5 september 2009 tot en met 9 januari 2010 | "De Zeppe & Ziki Song" in de Vlaamse Ultratop 50: van 5 september 2009 tot en met 9 januari 2010 |
| Week:                                                                                            | 1                                                                                                | 2                                                                                                | 3                                                                                                | 4                                                                                                | 5                                                                                                | 6                                                                                                | 7                                                                                                | 8                                                                                                | 9                                                                                                | 10                                                                                               | 11                                                                                               | 12                                                                                               | 13                                                                                               | 14                                                                                               | 15                                                                                               | 16                                                                                               | 17                                                                                               | 18                                                                                               | 19                                                                                               |                                                                                                  |
| ------------------------------------------------------------------------------------------------ | ------------------------------------------------------------------------------------------------ | ------------------------------------------------------------------------------------------------ | ------------------------------------------------------------------------------------------------ | ------------------------------------------------------------------------------------------------ | ------------------------------------------------------------------------------------------------ | ------------------------------------------------------------------------------------------------ | ------------------------------------------------------------------------------------------------ | ------------------------------------------------------------------------------------------------ | ------------------------------------------------------------------------------------------------ | ------------------------------------------------------------------------------------------------ | ------------------------------------------------------------------------------------------------ | ------------------------------------------------------------------------------------------------ | ------------------------------------------------------------------------------------------------ | ------------------------------------------------------------------------------------------------ | ------------------------------------------------------------------------------------------------ | ------------------------------------------------------------------------------------------------ | ------------------------------------------------------------------------------------------------ | ------------------------------------------------------------------------------------------------ | ------------------------------------------------------------------------------------------------ | ------------------------------------------------------------------------------------------------ |
| Positie:                                                                                         | 29                                                                                               | 8                                                                                                | 4                                                                                                | 2                                                                                                | 4                                                                                                | 8                                                                                                | 6                                                                                                | 7                                                                                                | 9                                                                                                | 11                                                                                               | 15                                                                                               | 19                                                                                               | 25                                                                                               | 23                                                                                               | 18                                                                                               | 31                                                                                               | 22                                                                                               | 27                                                                                               | 25                                                                                               | uit                                                                                              |

| Positie: | 90 | uit |

| Positie: | 42 | 1 | 1 | 2 | 14 | 24 | 30 | 38 | uit |

| Positie: | 37 | 37 | uit |